# Club de rue
Club de rue – album studyjny belgijskiego rapera BD Banksa, wydany 15 grudnia 2008 roku przez Delazic.

## Lista utworów
Źródło: Discogs
| Nr  | Tytuł                                             | Długość |
| --- | ------------------------------------------------- | ------- |
| 1.  | „Intro”                                           | 2:31    |
| 2.  | „Donne–moi ma money” (feat. Ziggy)                | 4:51    |
| 3.  | „Claque des doigts”                               | 4:02    |
| 4.  | „C’est pas gangsta”                               | 3:50    |
| 5.  | „C’est comme ça que c’est”                        | 4:02    |
| 6.  | „Je ne connais pas” (feat. Ziggy)                 | 4:26    |
| 7.  | „Négro” (feat. K2 & Imana)                        | 4:17    |
| 8.  | „B.D vs. Banx”                                    | 4:14    |
| 9.  | „T’as pas le niveau” (feat. Ziggy)                | 4:49    |
| 10. | „Bouge” (feat. Neero Les Experts)                 | 3:36    |
| 11. | „Mr” (feat. Stromae)                              | 2:59    |
| 12. | „Le voyage” (feat. Thc & K2)                      | 3:40    |
| 13. | „C’est pas gangsta” [Remix] (feat. Akela & Ziggy) | 3:24    |